# Exposition d'art dégénéré
L'exposition d'art dégénéré (allemand : Die Ausstellung "Entartete Kunst") était une exposition d'art organisée par Adolf Ziegler et le parti nazi à Munich du 19 juillet au 30 novembre 1937. 
L'exposition présentait 650 œuvres d'art, confisquées dans les musées allemands, et exhibées comme les symptômes de l'art dégénéré.
Cette exposition sert en réalité de contre-modèle à une autre exposition, inaugurée la veille par Hitler : la Grande Exposition d'art allemand qui se déroulait simultanément et exposait des œuvres représentative de l'art du national-socialisme.
Présentée dans un premier temps à Munich, l'exposition circule ensuite durant quatre années dans toutes les grandes villes d’Allemagne et d’Autriche, et sera fréquentée par près de 3 millions de visiteurs.